# Mosfellsbær

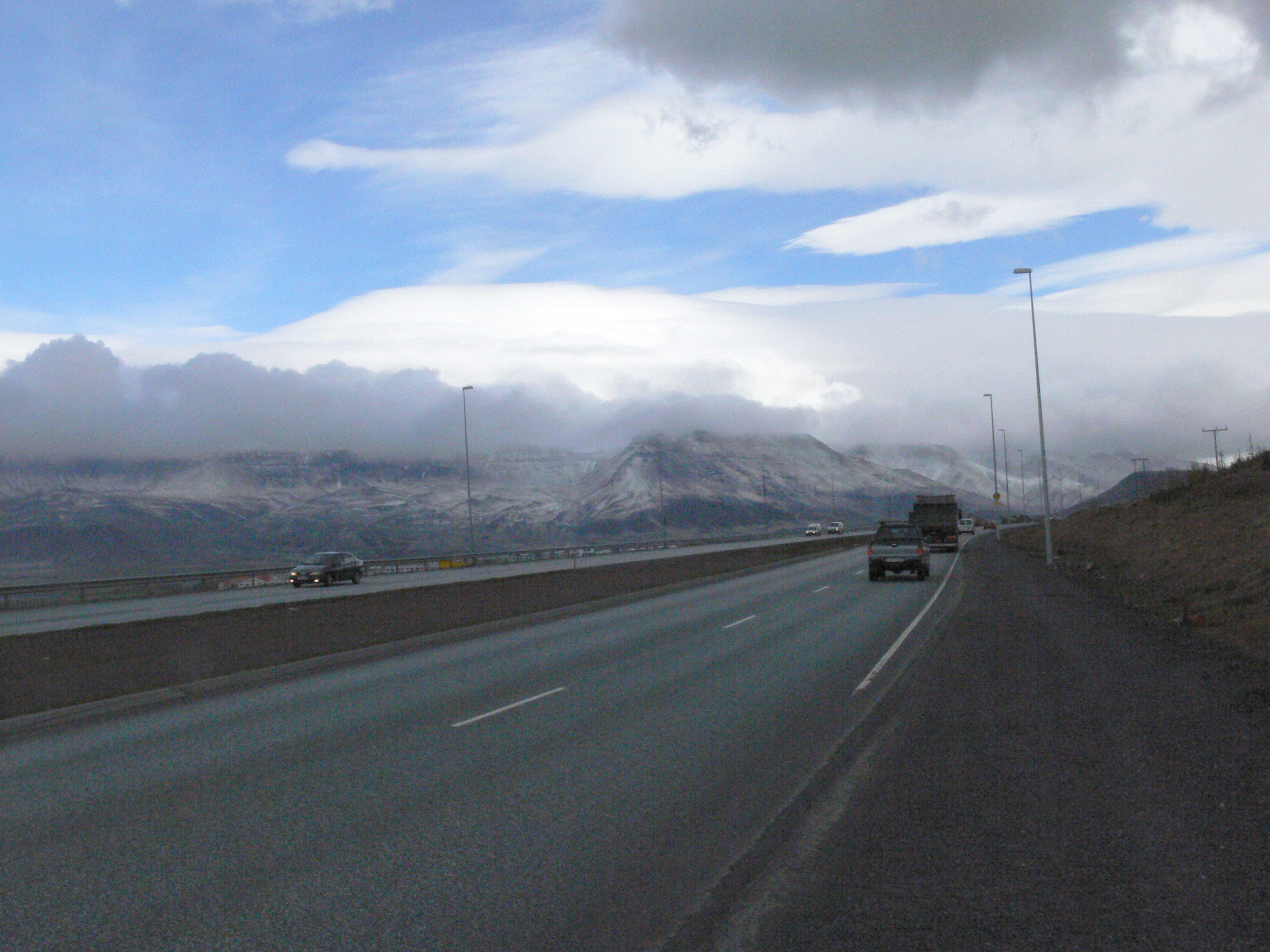
Ringstraße bei Mosfellsbær

Mosfellsbær (['mɔːsfɛlsˌpaiˑr], ugs. oft Mosó ['mɔːsou] genannt) ist eine isländische Gemeinde in der Region Höfuðborgarsvæðið, etwa 17 km nördlich der isländischen Hauptstadt Reykjavík. Am 1. Januar 2023 hatte die Gemeinde 13.430 Einwohner.

## Geografie und Etymologie
Östlich des Hauptortes liegt der Berg Helgafell. Aus mehr als 100 Bohrlöchern wird von hier heißes Wasser in die Hauptstadt gepumpt. Südlich des Hauptorts liegt der Pelagonitrücken Úlfarsfell, etwas weiter östlich der See Hafravatn. Im Osten des Gemeindegebiets liegt der See Leirvogsvatn. 
Der Name des Ortes bedeutet übersetzt etwa „Moosberg“.

## Kultur und Sehenswürdigkeiten
Der berühmteste Bürger des Ortes war der Dichter Halldór Laxness, der auf dem noch heute als Pferdehof bekannten Hof Laxnes aufwuchs. In späteren Jahren hatte er hier im Haus Gljúfrasteinn seinen Wohnsitz. Dieses Haus ist an den Staat übergangen und dient heute als Museum zu seinem Leben und Werk sowie als Literaturhaus, besonders beliebt sind die sonntäglichen Adventlesungen, bei denen die bekanntesten Schriftsteller des Landes ihre neuesten Werke vorstellen.
2008 wurde auf Gemeindegebiet ein altes Wikingergehöft, das Langhaus von Hrísbrú, ausgegraben. Gleichzeitig fanden Grabungen an der Schiffssetzung von Mosfellsbær statt.
Die Saga berichtet, dass Egill Skallagrímsson, der ein hohes Alter erreichte, zuletzt bei seiner Nichte Þórdís, der Tochter seines Bruders Þórólfur und ihrem Mann Grim in oder bei Mosfellsbær lebte.

## Verkehr
In Mosfellsbær zweigt der Þingvallavegur  in den Þingvellir-Nationalpark ab. Die Stadt liegt am Hringvegur, der Ringstraße Nr. 1, die um die ganze Insel führt.

## Städtepartnerschaften
- Loimaa, Finnland
- Skien, Norwegen
- Thisted, Dänemark
- Uddevalla, Schweden

## Töchter und Söhne
- Halldór Kiljan Laxness (1902–1998), Schriftsteller
- Ernir Hrafn Arnarson (* 1986), Handballspieler
- Greta Salóme Stefánsdóttir (* 1986), Popsängerin, Komponistin und Violoistin
- Ólafur Arnalds (* 1986), Multiinstrumentalist und Produzent
- Guðný Björk Óðinsdóttir (* 1988), Fußballspielerin
- Telma Þrastardóttir (* 1995), Fußballspielerin
- Erna Sóley Gunnarsdóttir (* 2000), Kugelstoßerin
- Þorsteinn Leó Gunnarsson (* 2002), Handballspieler